# Gustav Alm
Gustav Alm, egentligen Richard Malmberg, född 5 september 1877 i Töysä, Södra Österbotten, död 1 november 1944 i Helsingfors, var en finländsk författare. 

## Biografi
Malmberg blev filosofie kandidat 1914, var folkskollärare i Helsingfors från 1901 och skolråd vid Skolstyrelsens svenska avdelning från 1922. Han utgav ett par pedagogiska skrifter, men är känd huvudsakligen som skönlitterär författare under pseudonymen Gustav Alm. 
Debutboken Höstdagar (1907) är en satirisk skildring av finska bondestudenter, fennomaner och socialister i Helsingfors efter storstrejken och det demokratiska genombrottet 1906. Samma satiriska ton vidhölls i berättelsen Herr Agaton Vidbäck och hans vänner (1915), där miljön dock utgjordes av en österbottnisk småstad. I Fångstmän (1924), en samling noveller från den österbottniska skärgården, lämnade Malmberg samhällssatiren och visade en djupare och fylligare människoteckning än tidigare. Han erhöll 1916 ett pris av Svenska litteratursällskapet i Finland.

### Varia
- Folkskolorna i Helsingfors, deras uppkomst och utveckling 1817-1917 : redogörelse utg. av Helsingfors folkskolors lärare- och lärarinneförening. Wasa. 1920. Libris 2894595
- Det personliga livet och dess vård i uppväxtåldern. Helsingfors. 1923
- Helsingfors folkskolors lärare- och lärarinneförening 1887-1937. Helsingfors. 1937

### Redaktörskap
- Boken om Helsingfors : utg. av Helsingforssamfundet under red. av Marita Allardt, Erik Häggman, Rich. Malmberg, Joel Rundt. Hfors. 1937. Libris 2698739